# Chargan Ridge
Chargan Ridge (englisch; bulgarisch Рид Чарган Rid Tschargan) ist ein größtenteils vereister, in südost-nordwestlicher Ausrichtung 9,5 km langer, 5,4 km breiter und bis zu 1650 m hoher Gebirgskamm an der Graham-Küste des Grahamlands auf der Antarktischen Halbinsel. Er ragt 8,9 km nordöstlich des Mount Dewey, 10,7 km südsüdöstlich des Mount Bigo, 5,9 km südwestlich des Kenderova Buttress und 31,2 km nordwestlich des Kjulewtscha-Nunataks in den westlichen Ausläufern des Bruce-Plateaus auf. Seine steilen Nordwest- und Nordosthänge sind teilweise unvereist. Der Pollard-Gletscher liegt nordöstlich, der Comrie-Gletscher nördlich und der Bradford-Gletscher westlich bzw. südwestlich von ihm.
Britische Wissenschaftler kartierten ihn 1971. Die bulgarische Kommission für Antarktische Geographische Namen benannte ihn 2014 nach der Ortschaft Tschargan im Südosten Bulgariens.